# Stosunki islandzko-palestyńskie

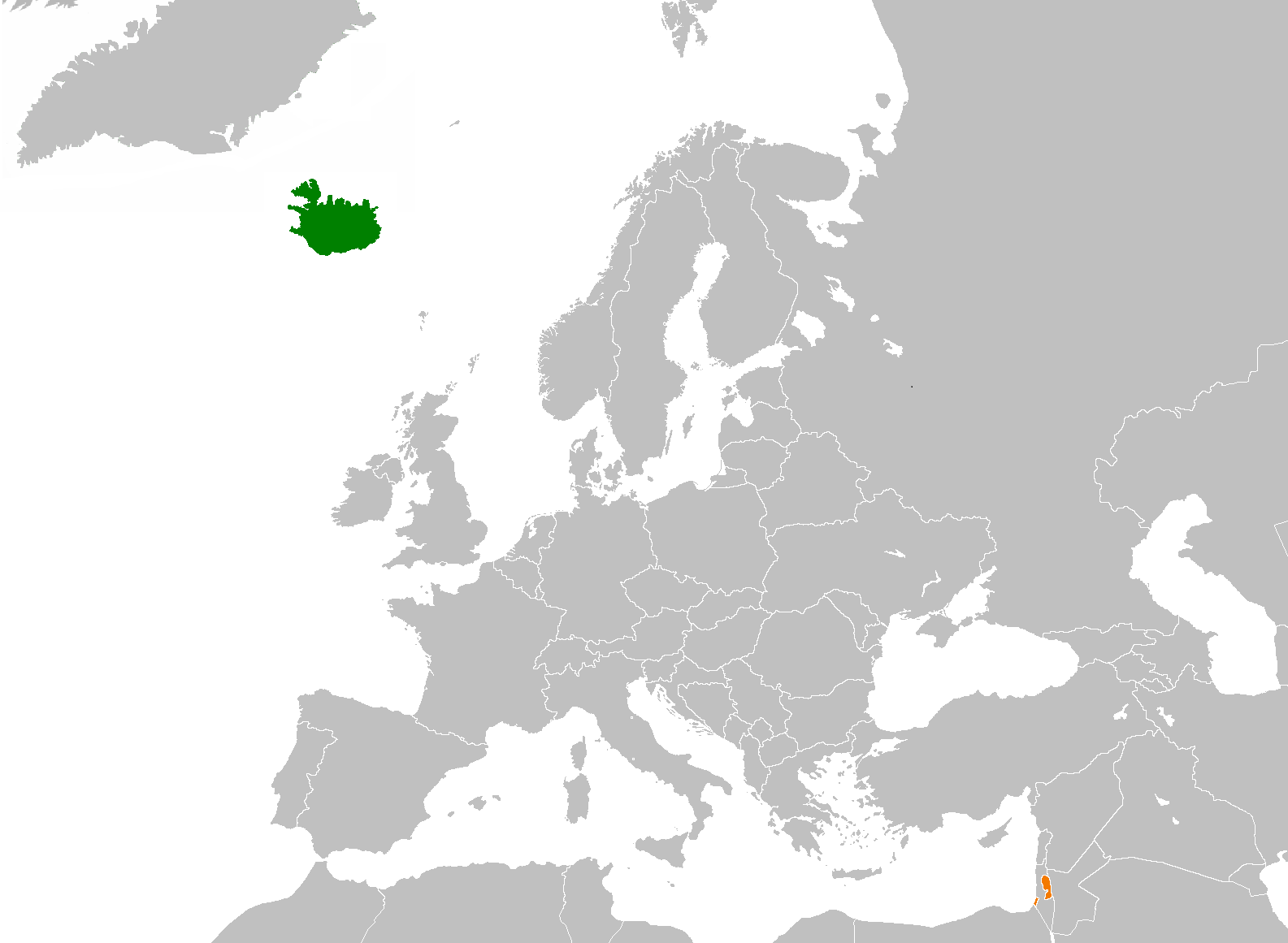
Położenie Islandii i Palestyny w Europie

Stosunki islandzko-palestyńskie – stosunki dyplomatyczne pomiędzy Islandią a Palestyną. Oba państwa uznają nawzajem swoją niepodległość i prowadzą wzajemną politykę dyplomatyczną. Islandzki ambasador w Palestynie rezyduje w Reykjavíku, zaś palestyński ambasador w Islandii pracuje z norweskiego Oslo.

## Historia
Islandczycy przybywali na tereny obecnej Palestyny już w średniowieczu. Jednym z nich był Thorhall Asgrimsson, uczestnik pielgrzymki jarla Rögnvalda do Ziemi Świętej w latach 1153-1155. On i inni Islandczycy zapewne wydrapali inskrypcje w jaskiniach na Orkadach informujące o odwiedzeniu Palestyny.
Islandia uznała niepodległość państwa palestyńskiego 15 grudnia 2011 roku. Uczyniła to jako 130 państwo na świecie i pierwszy z krajów nordyckich.
W maju 2019 roku islandzki zespół Hatari wsparł Palestynę podczas konkursu piosenki Eurowizja rozgrywanego w izraelskim Tel Awiwie.
9 grudnia 2022 roku doszło do spotkania palestyńskiej podsekretarz spraw zagranicznych Amal Jadou z islandzkimi urzędnikami w Reykjavíku.